# Battlestar Galactica (ruimteschip)

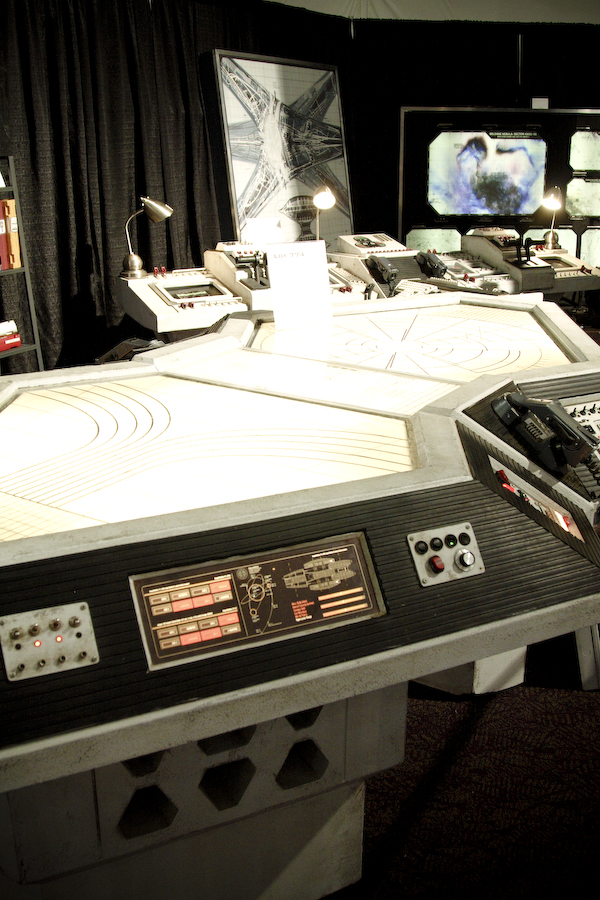
Battlestar 25 op de filmset

De Battlestar Galactica is een fictief schip uit de serie Battlestar Galactica. Zowel de TOS (de eerste serie) als de RDM (de tweede serie) hebben een Battlestar Galactica.
In de series heeft de mens een aantal Battlestars gebouwd om hen te beschermen tegen de Cylons.

## Battlestar Galactica(TOS: 1978, 1980)
De Battlestar Galactica is een van de grote militaire schepen ('Battlestars'), gebouwd door de 12 kolonies. Er worden nog acht andere Battlestars genoemd in de serie: (Acropolis, Atlantia, Columbia, Pacifica, Pegasus, Rycon, Solaria en Triton). De Galactica vertegenwoordigt de planeet Caprica en de bemanning bestaat dus ook vooral uit mensen van die planeet. De Galactica is 500 yahren voor het einde van de Duizend Yahren Oorlog (aan het begin van de serie) gebouwd. Er wordt aangenomen dat het het enige schip is dat de aanval heeft overleefd, tot de Battlestar Pegasus opduikt.
Men weet dat de Atlantia, Acropolis, Pacifica and Triton vernietigd zijn bij de slag om Cimtar in "Saga of a Star World". Battlestar Columbia wordt vernoemd in de aflevering "Gun on Ice Planet Zero", maar is naar verluidt ook vernietigd door een Centurion bij de slag om Cimtar. Van de Rycon wordt gezegd dat het het schip van kapitein Kronus was, in de aflevering "Take the Celestra". De Pegasus wordt teruggevonden in de aflevering "The Living Legend".
Boeken en strips over Battlestar Galactica hebben het over nog andere Battlestars, waaronder de Bellerophon, Cerberus, Olympia, en Prometheus.
Technische informatie
- Lengte: ongeveer 1265 meter
- Bemanning: 496 man met ongeveer 200 krijgers (na de vernietiging van de twaalf kolonies: 1000 krijgers waarvan 168 Viperpiloten)
- Voertuigen: 75 Vipers (150 na de ontmoeting met de Pegasus), twaalf Landram-transports en twaalf Mk. VI Colonial Shuttles
- Geschut: 34 Turbo-lasers, twaalf 20-megaton Solonite-raketten, twee 400-megaton solonite-bommen
- Snelheid: 0,2 c sub-lichtsnelheid
- Gewicht: 20 miljoen ton
- Bepantsering: 2,8 tot 4 meter dik, 20%-40% EM-schilden

## Battlestar Galactica(RDM: 2003, 2004–)
De Battlestar Galactica is een van de eerste twaalf Battlestars ooit gebouwd. Hij stond voor de kolonie Caprica. Bij het begin van de tweede oorlog tegen de Cylons waren er zo'n 120 Battlestars.
In het begin van de eerste oorlog tegen de Cylons stond de Battlestar Galactica onder leiding van Commander Nash. Tijdens haar dienst was ze een deel van de Battlestar Group 75 (BSG75), een groep schepen van verschillende soort.
Zoals al haar zusterschepen die de oorlog overleefden, werd ook de Galactica na de oorlog geüpdatet met, bijvoorbeeld, de nieuwste serie Vipers, de Mark VII. Er was één grote uitzondering, echter: haar computersystemen werden nooit geüpgraded en zelfs niet aan elkaar gekoppeld in een netwerk. Dit is door al haar commanders beslist, ook de huidige commander William Adama.
Door de afwezigheid van een computernetwerk, was de Battlestar Galactica als enige bestand tegen de hack-methodes van de Cylons, die alle andere Battlestars offline haalden. Zij gebruikten een bug in het navigatieprogramma, dat ontwikkeld was door dr. Gaius Baltar, onder invloed van een Cylon, Number Six.
Aan het begin van de tweede Cylon-oorlog stond de Galactica net op punt op pensioen te gaan, na 50 jaar trouwe dienst. Ondertussen deed ze al dienst als museumschip. Door haar leeftijd stond het schip bij de crew van zowel de Pegasus als de Galactica bekend onder de nickname "the Bucket" ("de emmer").
Sinds de aanval van de Cylons staat de Galactica in (zoals in de TOS) voor de bescherming van een kleine vloot, op zoek naar de legendarische planeet Aarde.
De Galactica had veel schade opgelopen tijdens zijn inval op New Caprica, en de buitenkant is nu duidelijk donkerder en vertoont hier en daar schrammen en gaten. Het deck aan stuurboord, waar eerst het museum was, doet nu ook dienst als onderkomen voor vluchtelingen van New Caprica (aflevering: "Torn"). Even later, in de aflevering "A Measure of Salvation" zegt Majoor Lee Adama dat de Raptor landt op het stuurboord deck, hetgeen aangeeft dat dat dek nu dus weer operatief was.
Tijdens de aflevering "The Passage" werd de Galactica weer gebruikt om mensen te huisvesten, terwijl de vloot door een dikke gaswolk moest navigeren. Het is niet bekend of die mensen daarna weer weg waren of niet.
In de aflevering "The Woman King", verblijven ongeveer 300 mensen in de hangar aan stuurboord. Ze worden onderworpen aan een medische controle. De plaats kreeg toen de bijnaam "Dogsville". Er was nu ook een kroeg gebouwd, die de naam "Joe's" had. Deze krijgen we voor het eerst te zien in de aflevering "Taking a Break From All Your Worries"
Technische informatie
- Lengte: 1414 meter
- Standaardbemanning: 2800 personen (waar er nog 2660 van overblijven wanneer de Pegasus ontdekt wordt.)
- Geschut: 506 KEW (Kinetische Energie Wapens), 24 primaire KEW, minstens twaalf lanceerbuizen om raketten en nucleaire raketten af te vuren. Ook nog een aantal Vipers en Raptors